# Polypedates mutus
Polypedates mutus là một loài ếch trong họ Rhacophoridae. Chúng được tìm thấy ở Trung Quốc, Myanmar, Việt Nam, có thể ở cả Lào và Thái Lan.
Các môi trường sống tự nhiên của chúng là các khu rừng ẩm ướt đất thấp nhiệt đới hoặc cận nhiệt đới, các khu rừng vùng núi ẩm nhiệt đới hoặc cận nhiệt đới, đầm nước, đầm nước ngọt, đầm nước ngọt có nước theo mùa, ao, và đất có tưới tiêu. Loài này đang bị đe dọa do mất môi trường sống.